# Dornier Do 31
Dornier Do 31 був експериментальним реактивним транспортом з вертикальним зльотом і посадкою (ЛВЗП), розробленим і виготовленим західнонімецьким виробником літаків Dornier .
Розробка Do 31 була мотивована головним чином великим інтересом, висловленим німецькими ВПС до придбання літаків з коротким зльотом і вертикальним посадкою (КЗВП). Такі амбіції отримали подальший поштовх завдяки випуску специфікації НАТО NBMR-4, яка передбачала створення літака тактичної підтримки з підтримкою, який експлуатувався б разом із EWR VJ 101, західнонімецьким ударним літаком ЛВЗП, розробленим за контрактом НАТО з BMR-3. Всього було сконструйовано та використано для випробувань три літаки, два літаючі і один статичний планер. 10 лютого 1967 року Do 31 здійснив свій перший політ.
На додаток до виконання тестових польотів, Дорньє часто демонстрував прототипи Do 31 для чиновників та широкої громадськості, наприклад, на Паризькому авіашоу 1969 року . За час його обмеженої льотної кар'єри було встановлено кілька світових рекордів. Коли були усвідомлені високі витрати, технічні та матеріально-технічні труднощі експлуатації такого літака, ВПС Німеччини вирішили припинити випробування із залученням літаків ЛВЗП, таких як Do 31, VJ101 та більш пізніх VFW VAK 191B . В умовах обмежених перспектив продажу та відсутності державної підтримки проект Do 31 та інші проєкти ЛВЗП деякий час існували як дослідницькі проекти, перш ніж їхні виробники відмовились від будь-якої діяльності. Do 31 залишається єдиним реактивним транспортним літаком із підтримкою ЛВЗП, який коли-небудь літав.

## Проектування та розробка

### Передумови
Наприкінці 1950-х та 1960-х років німецькі ВПС дедалі більше занепокоєні тим, що у випадку серйозного конфлікту зі Східним блоком його аеродроми будуть вразливими до атак, швидко запобігаючи використанню звичайних літаків у будь-якому подібному конфлікті. Прагнучи протидіяти цій загрозі, служба активно досліджувала можливість розсіяних операцій; Одним із варіантів було використання національних автобанів, що вимагало від таких літаків можливостей з коротким зльотом та вертикальним посадкою (КЗВП). Завдяки цьому інтересу була проведена низка випробувань, які передбачали модифікацію декількох винищувачів Lockheed F-104 німецьких ВПС, щоб їх можна було запустити зі стаціонарних пандусів; ці випробування стали називати програмою запуску нульової довжини (ЗНД).,Starfighters повинні були встановлюватись на короткі смуги із застосуванням систем на кшталт аерофінішерів як на авіаносцях, аналогічним чином, пізніший Do 31 мав використовувати ці самі повітряні смуги як бази передового розгортання .
Ще в 1959 році західнонімецький виробник літаків Dornier неофіційно працював над декількома концепціями, пов'язаними з ЛВЗП хоча лише в 1961 році команда розробників офіційно представила те, що в майбутньому стане Do 31. Рання діяльність зосереджувалась на серії досліджень на тему транспортного літака, що підтримує ЛВЗП. Розробницьку групу Дорньє, що базувалася на заводі компанії у Фрідріхсгафені, очолював інженер-авіатор Густав Віланд. Вже на цьому етапі Дорньє підтримував зв'язок із іноземними компаніями, зокрема британським виробником двигунів Брістолем Сіддлі, які вже самостійно працювали над власним ЛВЗП-орієнтованим двигуном.
Конструкція системи управління польотом вважалася критично важливим елементом будь-якого повітряного судна з вертикальним полботом, особливо важивем було те, як вона опрацьовувала несправності управління. Для підтримки програми розробки Дорньє сконструював спеціальну випробувальну установку управління польотом, яка дозволила їхній проектній групі вивчити та оцінити різні аспекти контролю за станом та летні якості. Для вирішення диференціальних рівнянь, необхідних для детального моделювання літака, був розроблений гібридний комп'ютер Dornier DO-960 . Незважаючи на те, що для полегшення управління під час вертикального польоту використовувались допоміжні системи, філософія управління польотом, використана на Do 31, була більше схожою на звичайний літак, ніж на гелікоптер.

### Запуск та проектування програми

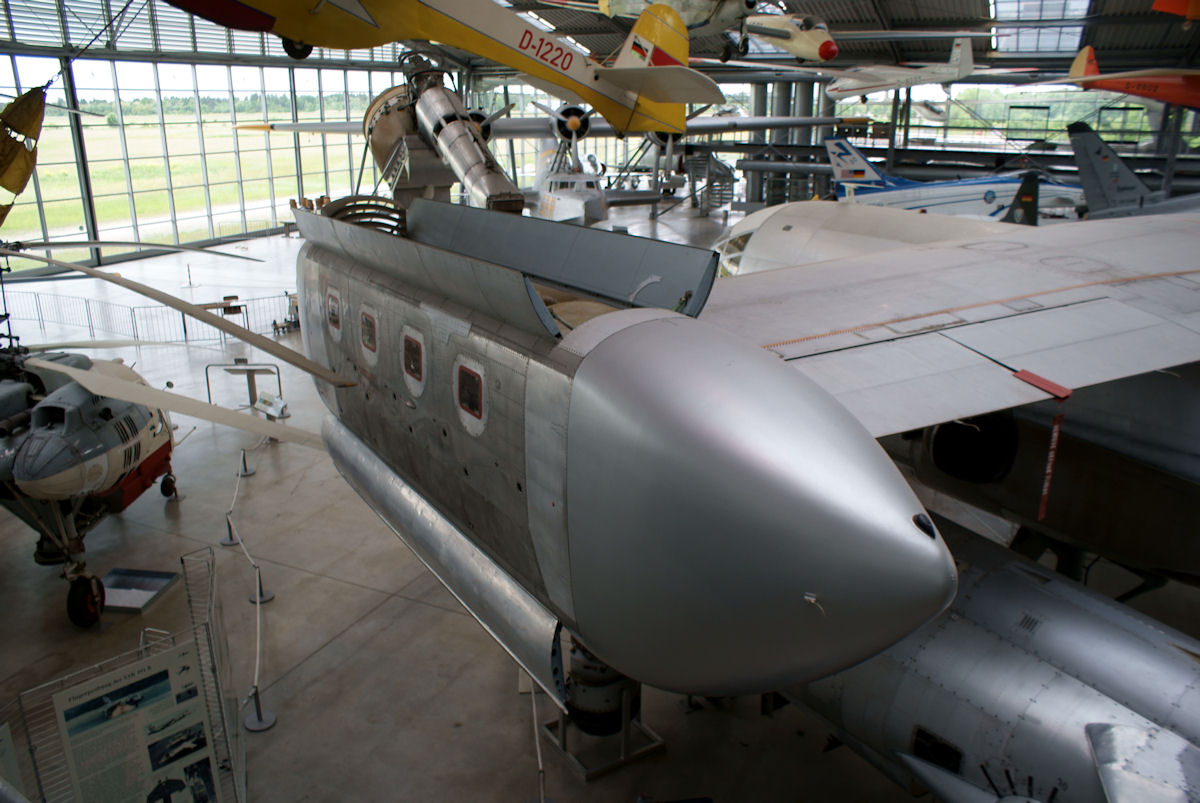
Обтікачі у верхній частині підйомної гондоли у відкритому положенні

Протягом лютого 1962 р. Офіційний запуск програми Do 31 відбувся з видачею контракту на розробку від уряду Західної Німеччини. До початку 1964 року Дорньє почав будувати пару літаків- прототипів ; їх виготовлення значною мірою проводилося на заводі компанії в Оберпфаффенхофені . Всього було побудовано три дослідні зразки, а саме E1, E2 та E3, індекс «Е», означає Experimentell (Експериментальний). E1 оснащений лише підйомними двигунами Pegasus, розробленними для тестування горизонтального польоту. E2 був статичним випробувальним планером і ніколи не літав. E3 оснащений як підйомними двигунами Pegasus, так і RB162, призначеними для оцінки вертикального режиму польоту конструкції. 

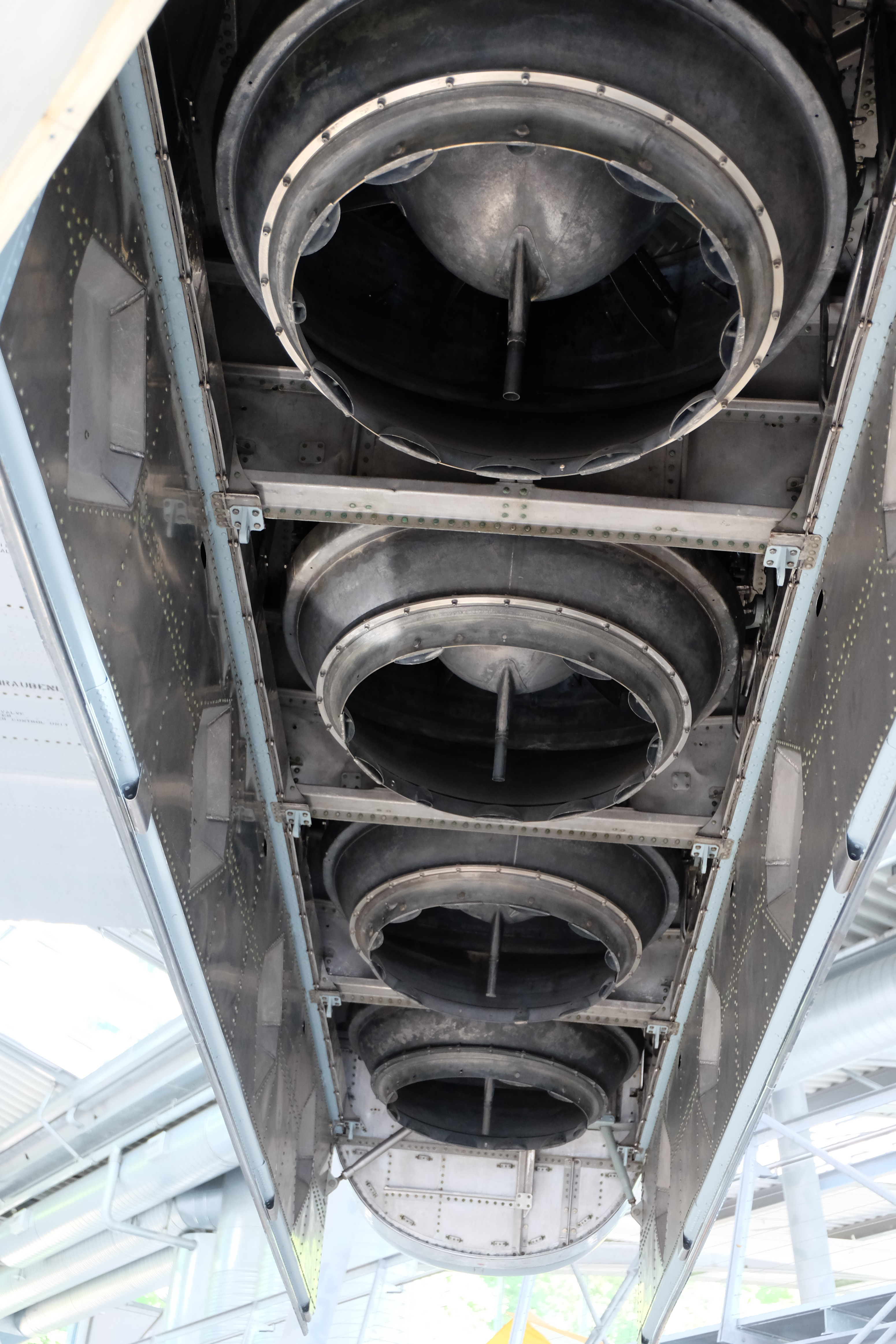
Чотири підйомних двигуна Rolls-Royce RB162, видно в нижній частині гондоли

Конструкція Do 31 сильно залежала від конфігурації двигуна. Dornier вирішив використовувати британський турбодвигун ТРДД Bristol Pegasus — існуючий силовий агрегат, який був найбільше використовувалась на літаках сімейства Harrier Jump Jet . На Do 31, пара двигунів Pegasus розміщувалася в кожному з двох внутрішніх гондол, під час вертикальної фази польоту додатковий підйом забезпечувався чотирма вертикально встановленими підйомними двигунами Rolls-Royce RB162, розташованими у двох зовнішніх гондолах.

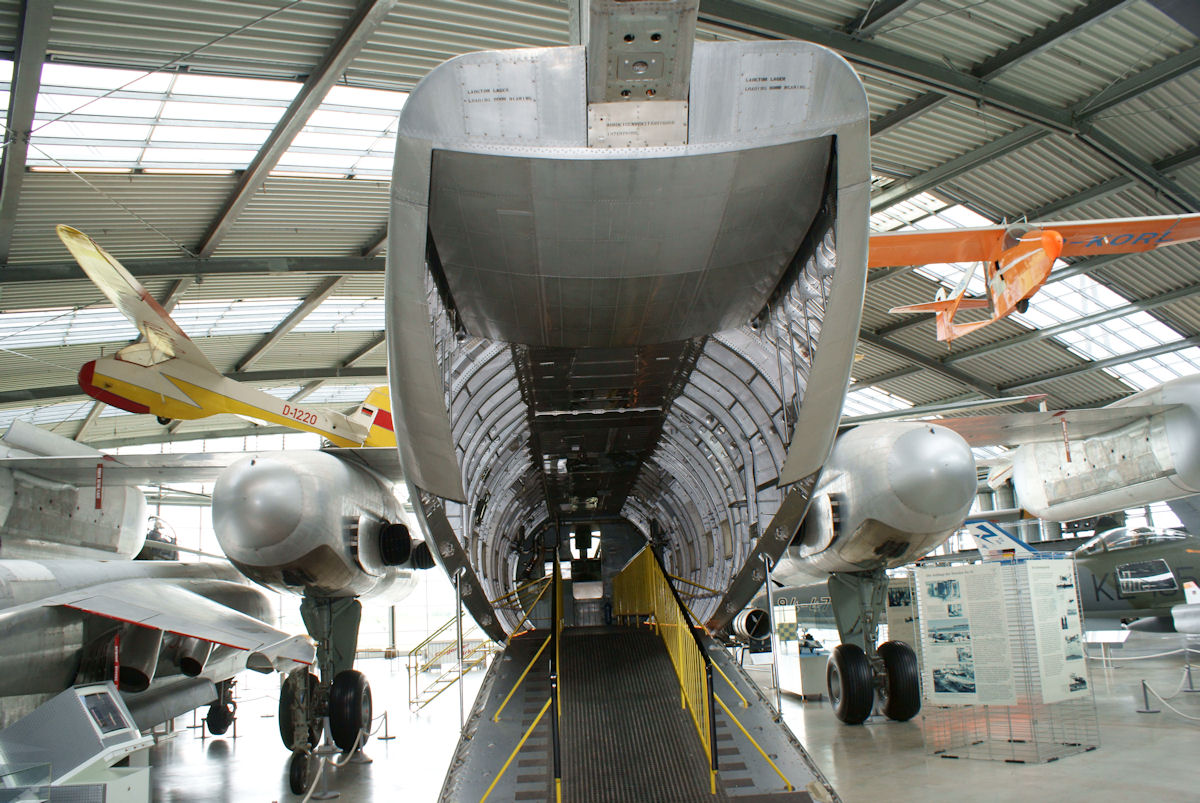
Вантажна частина

Встановивши двигуни в зовнішніх капсулах, фюзеляж міг вмістити місткий вантажний відсік, доступ до якого здійснювався через задню завантажувальну рампу. Ранні конструкції Do 31 використовували більше чотирьох Rolls-Royce RB162, наявність більш потужних версій двигуна Pegasus дозволило скоротити кількість додаткових підйомних двигунів до чотирьох. Через розміщення двигунів у гондолах, на відміну від фюзеляжу, як на Harrier, Pegasus було спеціально модифіковано для Do 31.

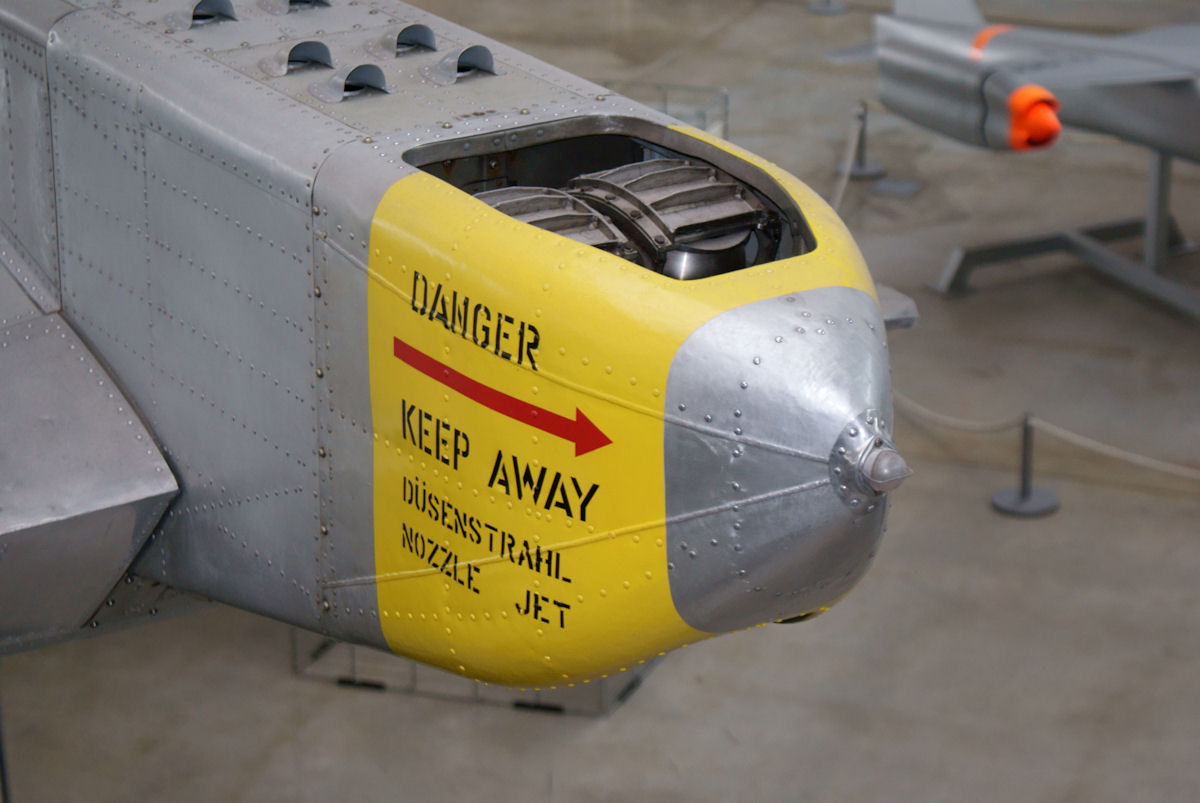
Форсунки для керування тангажем в хвості, що йдуть від двигунів Pegasus, дві спрямовані вгору, дві спрямовані вниз

Окрім забезпечення коректного підйому та управління, інші фактори впливали на рушійну систему. За словами Доу, шум викликав серйозне занепокоєння, особливо оскільки критична частота літака була близькою до частоти, яку природним чином створювали підйомні двигуни. Повторне потрапляння гарячих вихлопних газів було ще однією критичною областю, ускладненою тим, що при вертикальному наведенні двигунів утворюється 16 «фонтанів» газу, 12 з яких гарячий. Після інтенсивного вивчення на етапі льотних випробувань було встановлено, що розташування форсунок під кутом 85 градусів, а не 90 градусів, було достатнім, щоб уникнути будь-яких проблем під час зльоту, хоча таких проблем не спостерігалося під час посадки зовсім. Також було випробувано кілька різних типів повітрозабірників, для запобігання проблемам нерівномірного запуску підйомних двигунів.

## Літаки на виставці

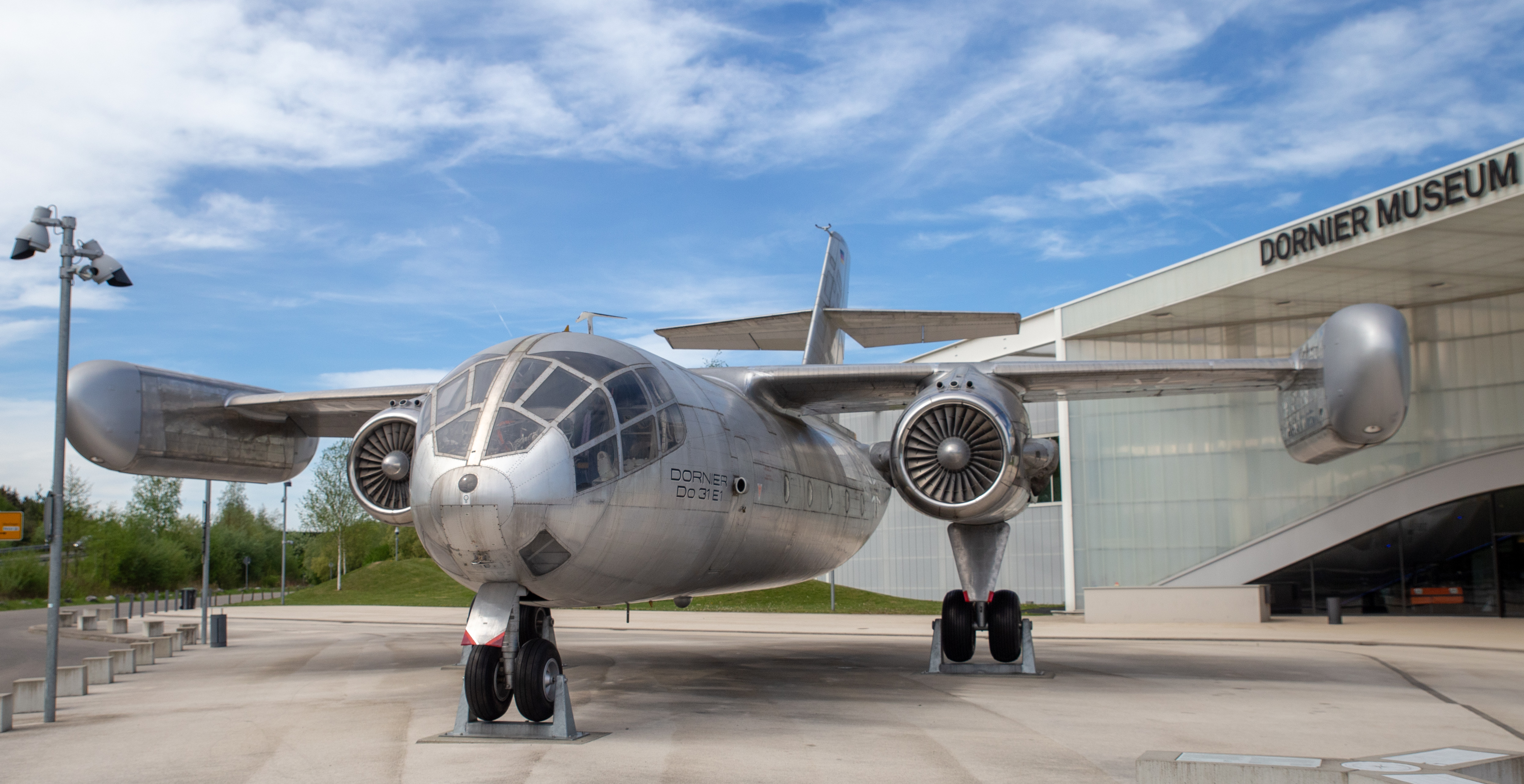
DO 31 E1 у музеї Дорньє, Фрідріхсгафен

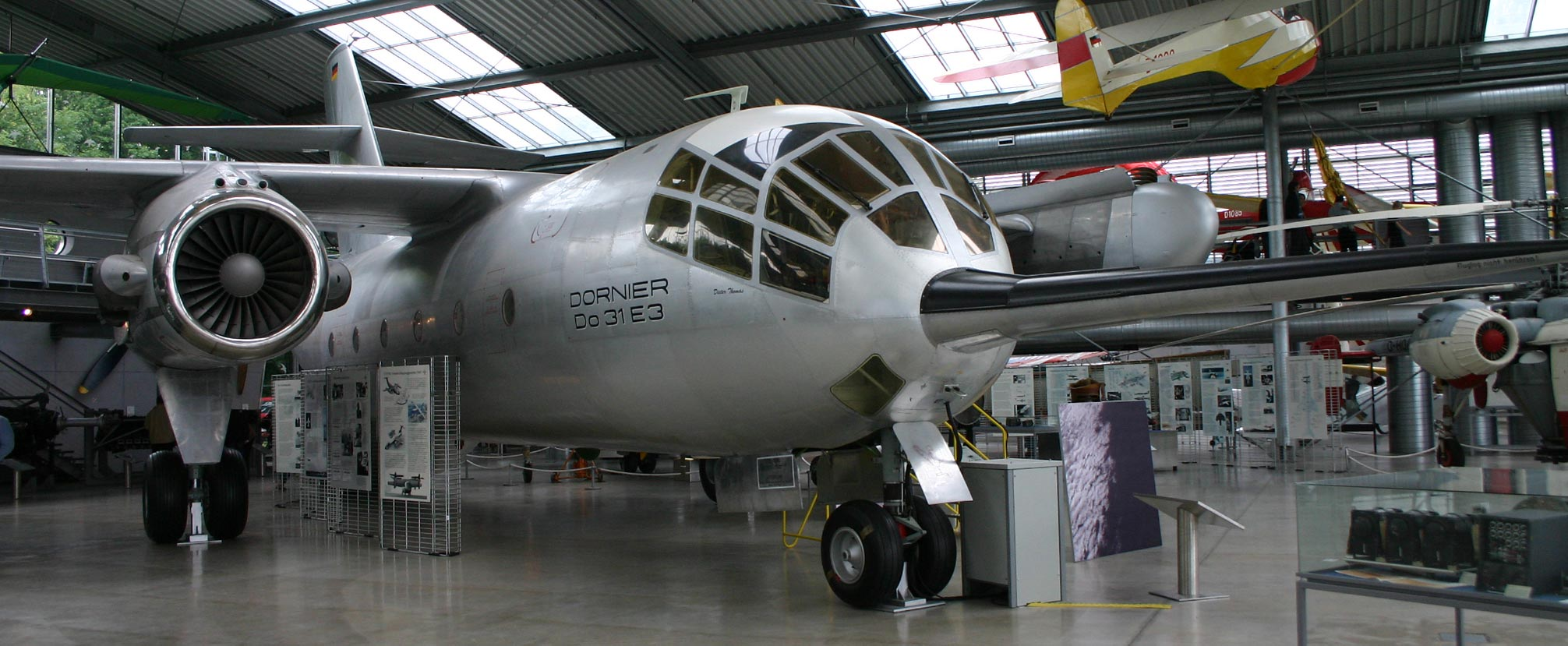
DO 31 E3 у Deutsches Museum Flugwerft Schleissheim

Обидва прототипи збереглися в Німеччині, але доля та місцезнаходження нелітаючого випробувального стенда (E2) невідомі.
- Dornier Do 31 E1, D-9530, зберігається і демонструється в музеї Дорньє Фрідріхсгафен .
- Dornier Do 31 E3, D-9531, спочатку був введений в зберіганні при Оберпфаффенхофені, потім протягом декількох років на виставці під відкритим небом на подвір'ї музею Deutsches в Мюнхені і після реставрації в даний час на виставці в Deutsches Museum Flugwerft Schleissheim в Обершляйсгайма поблизу Мюнхена[18]

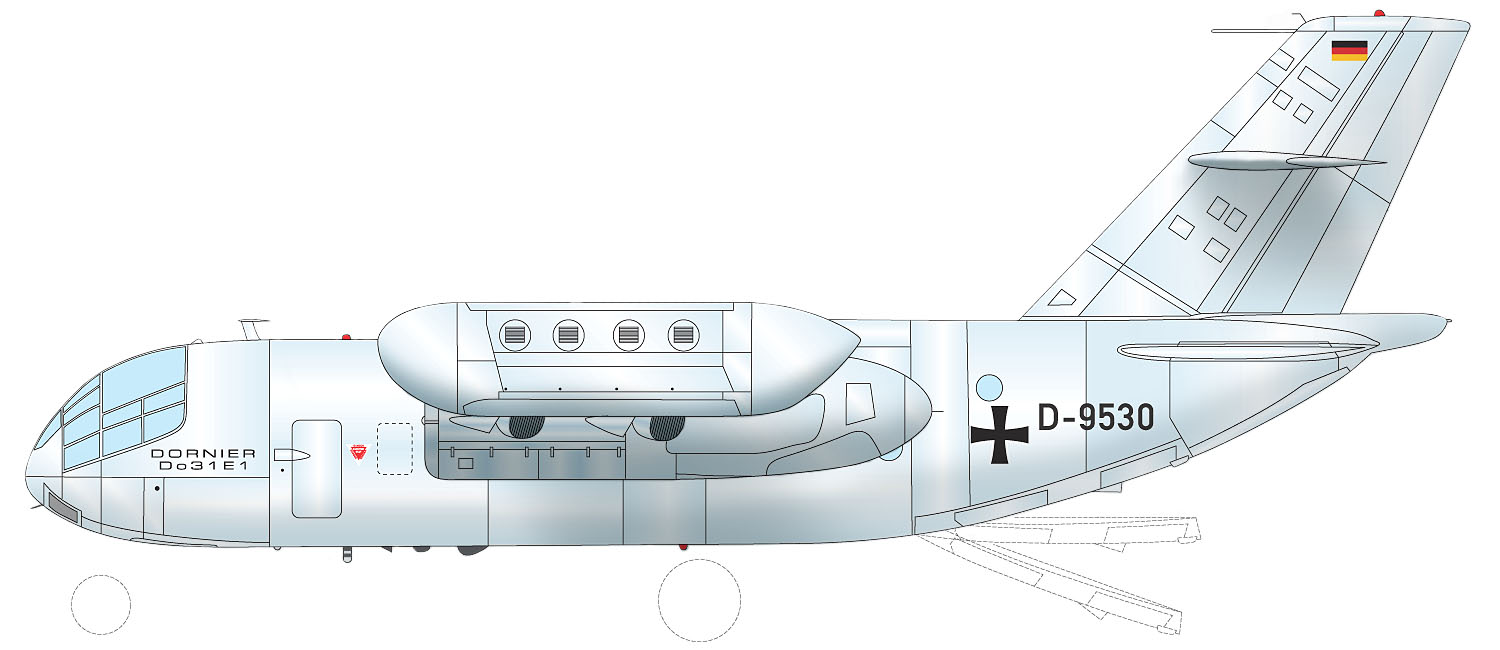
Художній малюнок

## Оператори
Німеччина
- ВПС Німеччини (Люфтваффе)

## Технічні характеристики (Do 31E)
Основні характеристики
- Екіпаж: Двоє

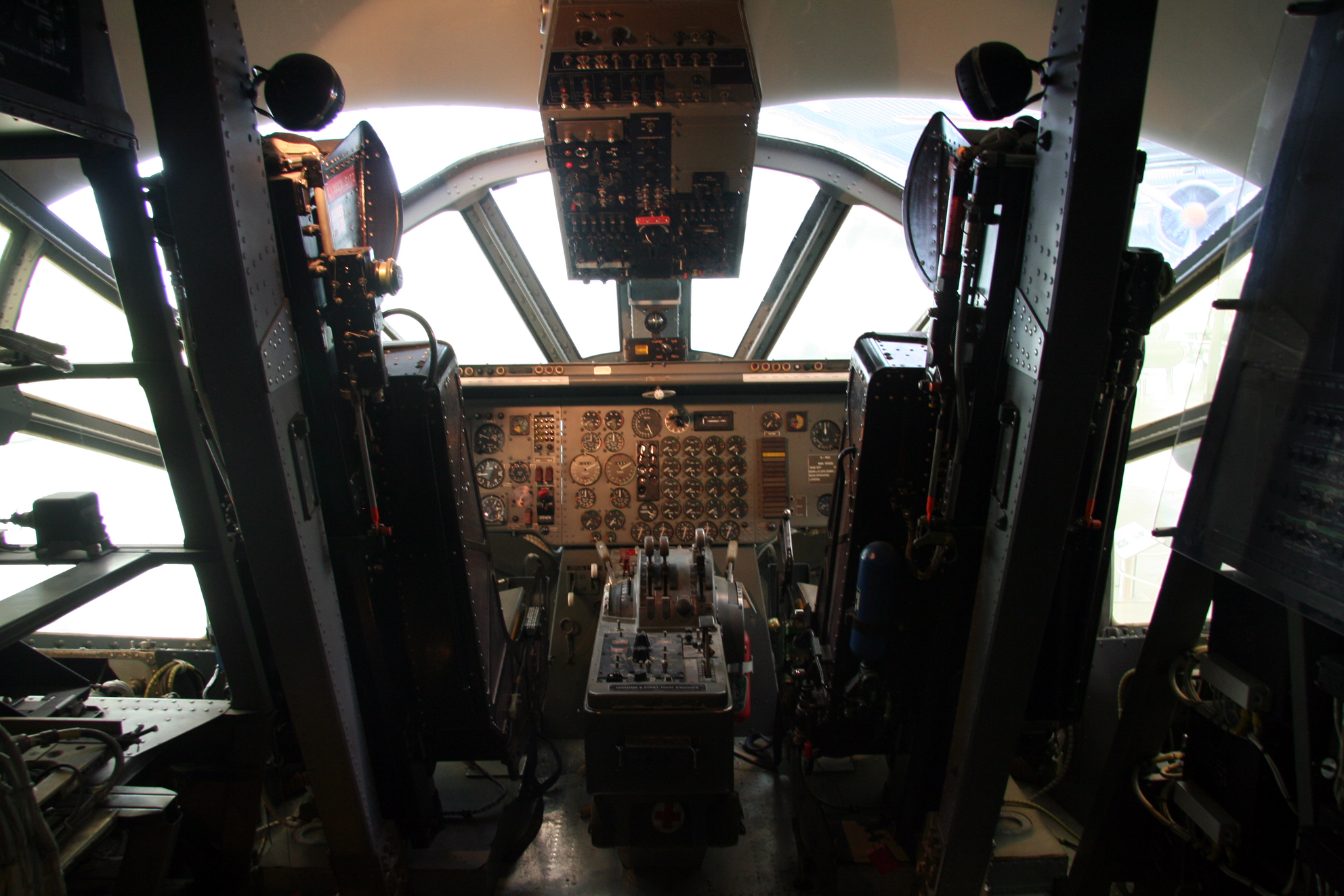
Кабіна екіпажу Do 31

- Місткість: 36 військовослужбовців або 24 носилки з пораненими
- Довжина: 20,53 м (67 футів 4 дюйма)
- Розмах крил: 18 м (59 футів 3 дюйма)
- Висота: 8,53 м (28 футів)
- Площа крила: 57 м² (613,56 футів²)
- Корисне навантаження: 3500 кг (7715 фунтів)
- Завантажена вага: (ЛВЗР) 22453 кг (49500 фунтів)
- Макс. злітна вага: 27 422 кг (60 500 фунтів)

- Двигуни:
  - 2 × турбовентилятори Rolls-Royce Pegasus BE.53 / 2, 68,95 кН (15 500 фунтів)
  - 8 × Rolls-Royce RB162-4D Вертикально встановлені турбореактивні підйомні двигуни, кожен по 19,57 кН (4400 фунтів)

Характеристики
- Максимальна швидкість: 730 км / год (452 милі / год)
- Крейсерська швидкість: 650 км / год (404 милі / год)
- Дальність польоту: 1800 км (1120 миль) з максимальним корисним навантаженням
- Практична стеля: 10 700 м (35 100 футів)
- Швидкість підйому: 19,2 м / с (3780 футів / хв), використовуючи лише двигуни Pegasus

- Armstrong Whitworth AW.681
- LTV XC-142